# Ichneumon ferruginosus
Ichneumon ferruginosus là một loài tò vò trong họ Ichneumonidae.